# Ceefax

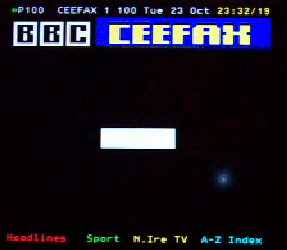
Teletekst Ceefax w ostatniej sekundzie funkcjonowania

Ceefax – pierwszy na świecie teletekst, uruchomiony w 1974 roku przez BBC.
Prace nad teletekstem zapoczątkowali pod koniec lat sześćdziesiątych inżynier Geoff Larkby i technik Barry Pyatt. Stworzyli projekt o nazwie Ceefax, który miał na celu przekazywanie informacji tekstowej do widzów. Projekt udoskonalano przez kilka lat. 23 września 1974 zakończono testy i od tamtej pory teletekst był nadawany regularnie. 22 października 2012 Ceefax zakończył transmisję.